# Mariakerk (Uithuizermeeden)
De Mariakerk van Uithuizermeeden is gebouwd in het midden van de 13e eeuw. De kerk is in latere eeuwen verder uitgebreid. In de 19e eeuw zijn de muren bepleisterd en kreeg de kerk zijn huidige neoclassicistische aanzicht.

## Beschrijving
In het interieur is veel werk terug te vinden van de Groninger kunstenaar Allert Meijer. De herenbanken (1706), het doophek en de preekstoel (1708) werden door hem ontworpen. Het houtsnijwerk is van Jan de Rijk. Op de panelen van de kansel staan de vier evangelisten afgebeeld en de hoorn des overvloeds. Op de hoeken staan vrouwenfiguren als symbool voor de Liefde, Gerechtigheid, Voorzichtigheid en Standvastigheid. Allert Meijer ontwierp ook de 48,5 meter hoge toren van de kerk, die tussen 1717 en 1726 werd gebouwd. Volgens Karstkarel in zijn beschrijving van deze kerk is de gelijkenis met de toren van de Der Aa-kerk in Groningen niet toevallig, omdat Meijer, als stadsbouwmeester van Groningen ook de toren van die kerk heeft ontworpen. De oude vrijstaande toren werd in 1734 afgebroken. Op 26 augustus 1896 werd de toren door de bliksem getroffen en brandde af. In 1897 werd de toren herbouwd door Oeds de Leeuw Wieland, die zich daardoor in 1902 zelf liet inspireren bij de bouw van een nieuwe kerktoren in Spijk.
Het orgel in de kerk is naar een ontwerp van de orgelbouwer Albertus Antoni Hinsz (1704-1785), die met de bouw is begonnen, maar vrij snel daarna is overleden. Het instrument is afgebouwd door zijn meesterknecht Matthijs Hansen Hardorff (1747-1802).
In de kerk bevindt zich de graftombe van Rudolf Huïnga (Rodolf Huinga), bewoner van de borg Ungersma. Deze borg nabij Uithuizermeeden is in de 17e eeuw afgebroken.

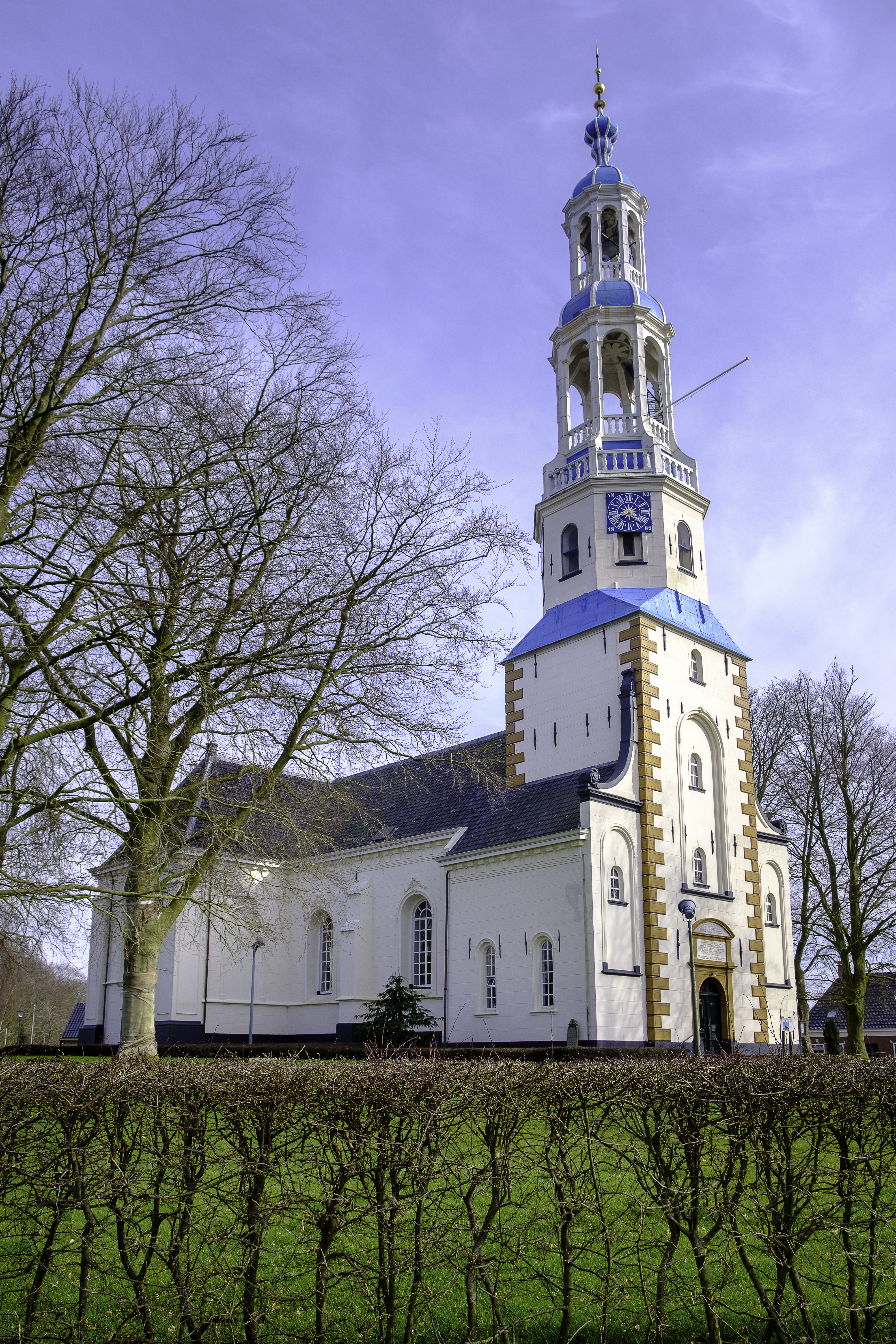
Zijaanzicht
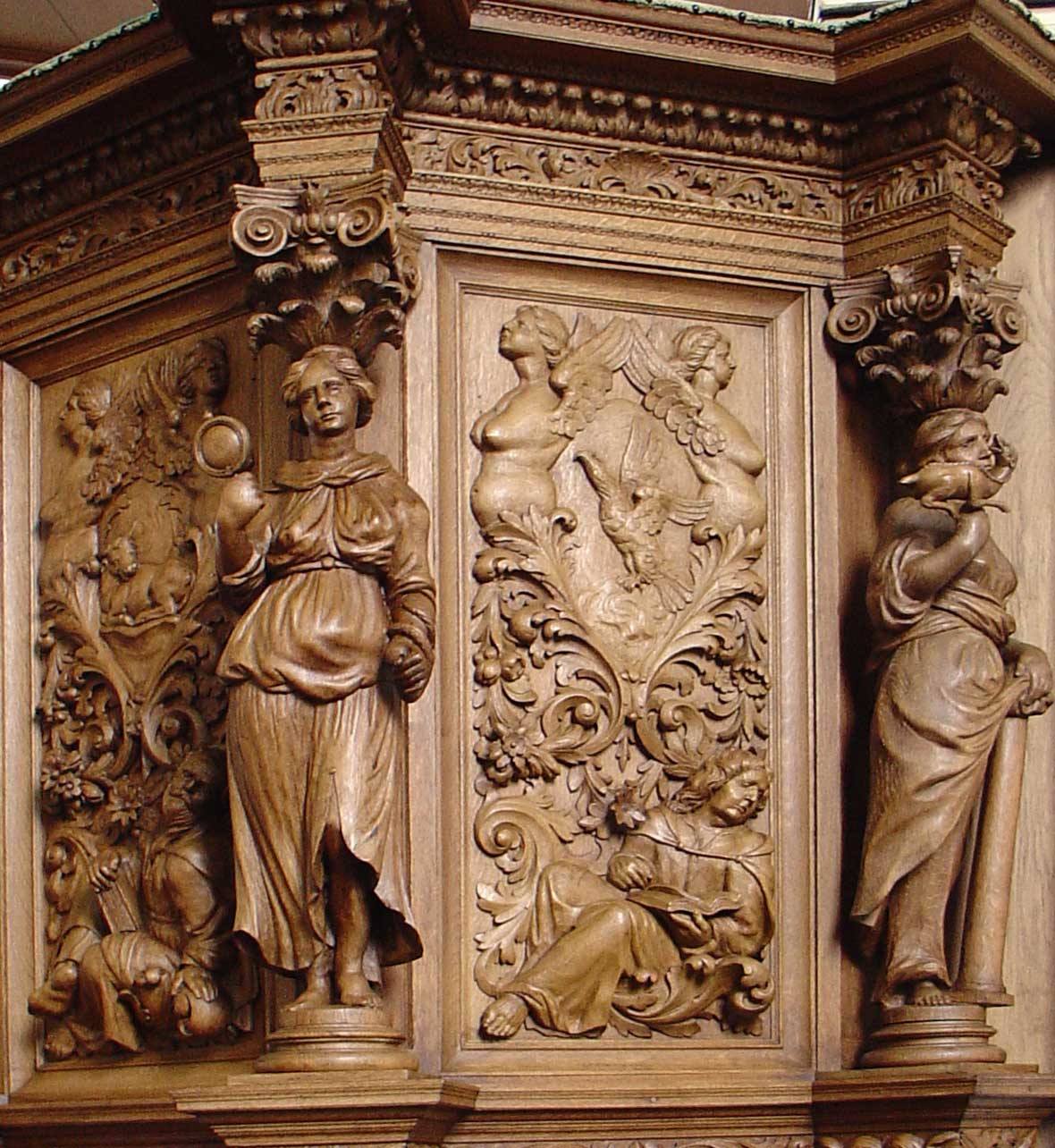
Detail van de preekstoel (links Voorzichtigheid en rechts Standvastigheid) en in het midden de evangelist Johannes
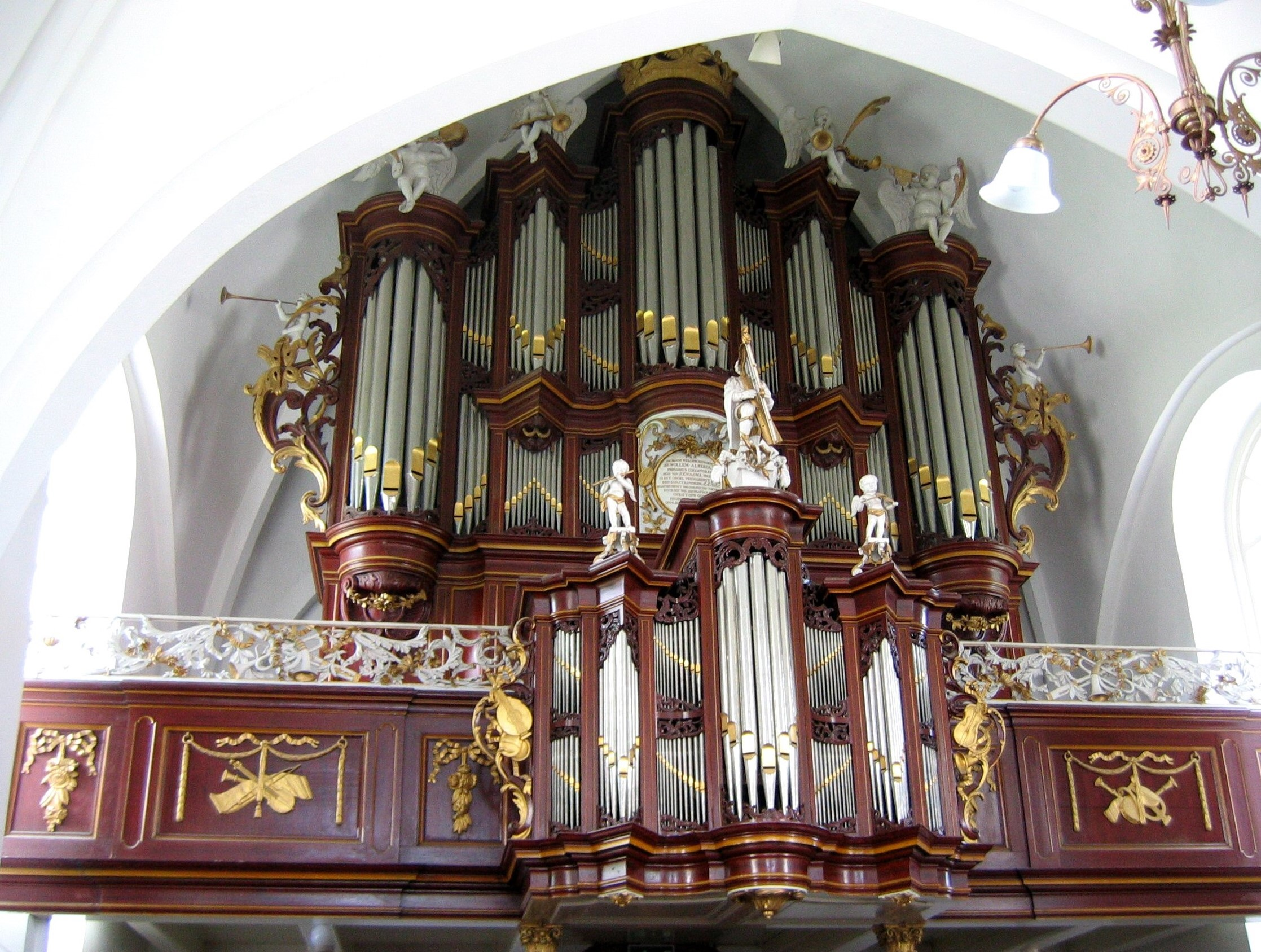
Het Hinsz-Hardorff-orgel uit 1785
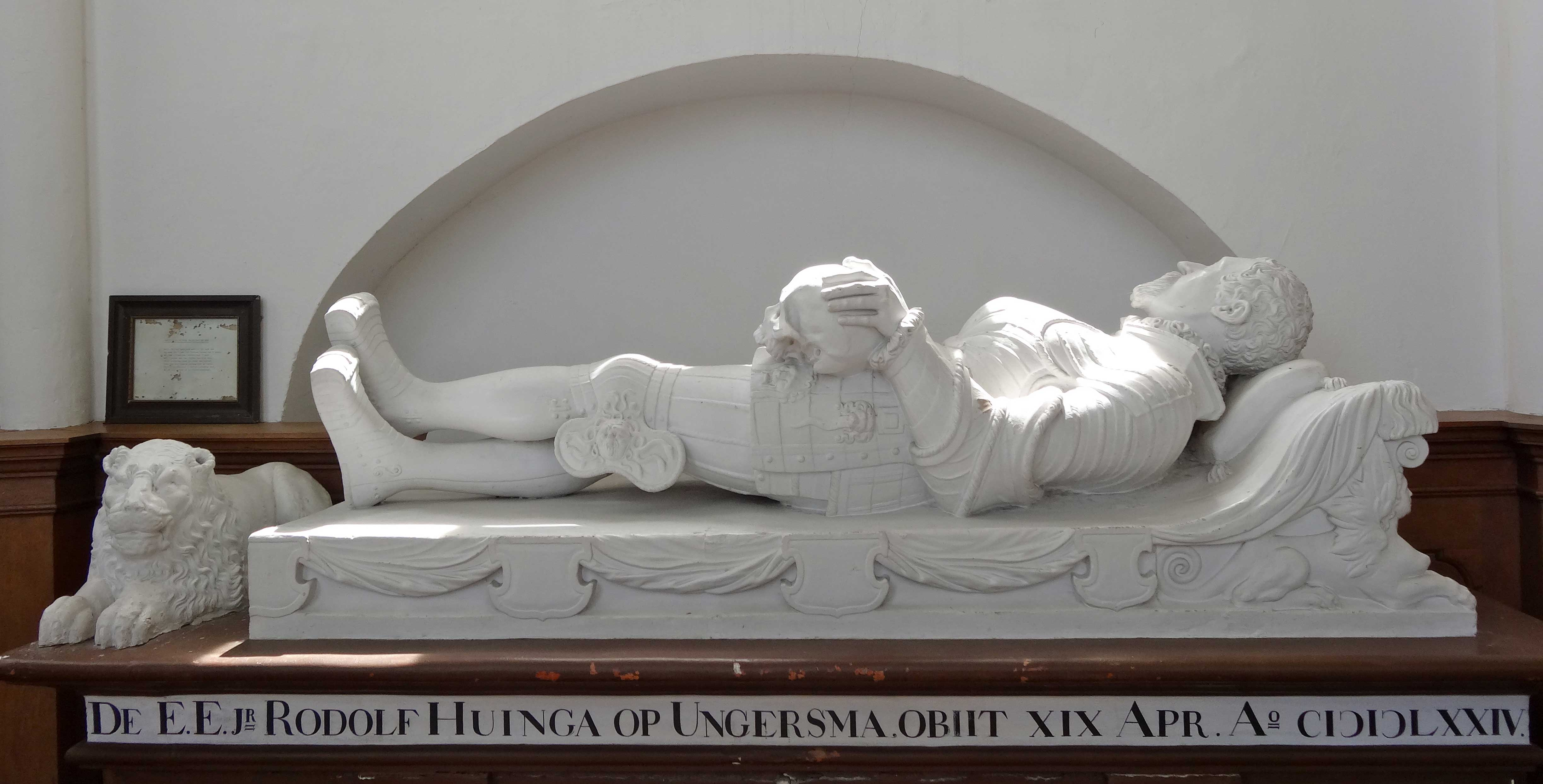
Grafmonument Rodolf Huinga

## Exterieur
De Mariakerk in Uithuizermeeden is een eenbeukige kerk. Het huidige uiterlijk wordt gekenmerkt door een witgepleisterde buitenzijde die de kerk een neoclassicistische uitstraling geeft. De gevels bevatten hoge, rondboogvensters met een geprofileerde omlijsting.
De toren, een opvallend landmark in het Groningse landschap, heeft een hoogte van bijna 50 meter.. De architectuur van de toren wijkt af van de oorspronkelijke middeleeuwse bouwstijl en heeft een afgetopte naaldspits met een kenmerkende blauw-witte kleurstelling. De klokkenverdieping wordt gekenmerkt door rondboogvormige galmgaten.
Het dak van de kerk is een zadeldak, bedekt met leien, en wordt aan de uiteinden ondersteund door eenvoudige, geprofileerde lijsten. Rondom de kerk ligt een kerkhof, dat historisch gezien verbonden is met de hervormde gemeente van Uithuizermeeden
Dankzij de kleur en vormgeving van de toren is de Mariakerk een opvallend herkenningspunt in het Groningse landschap.

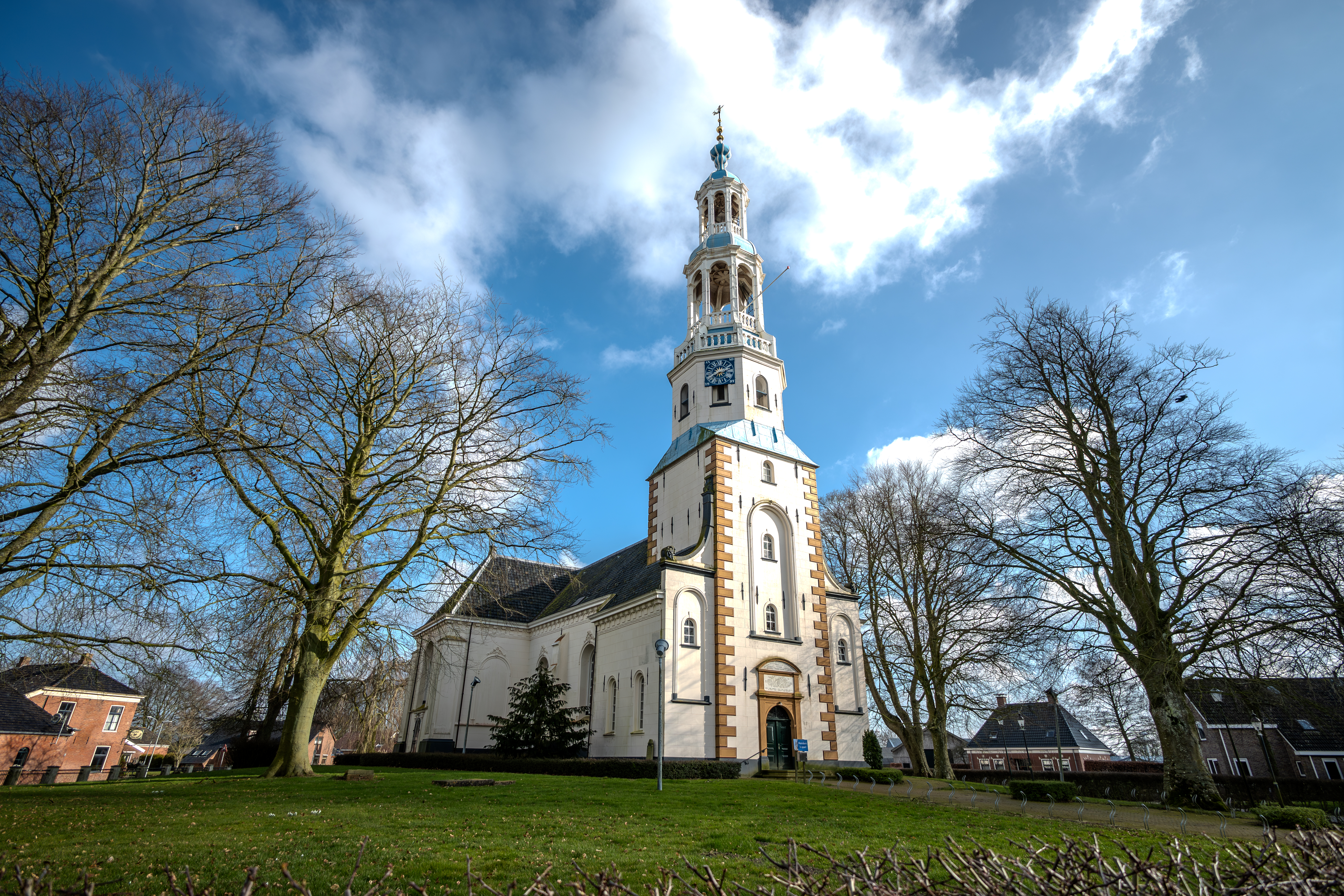
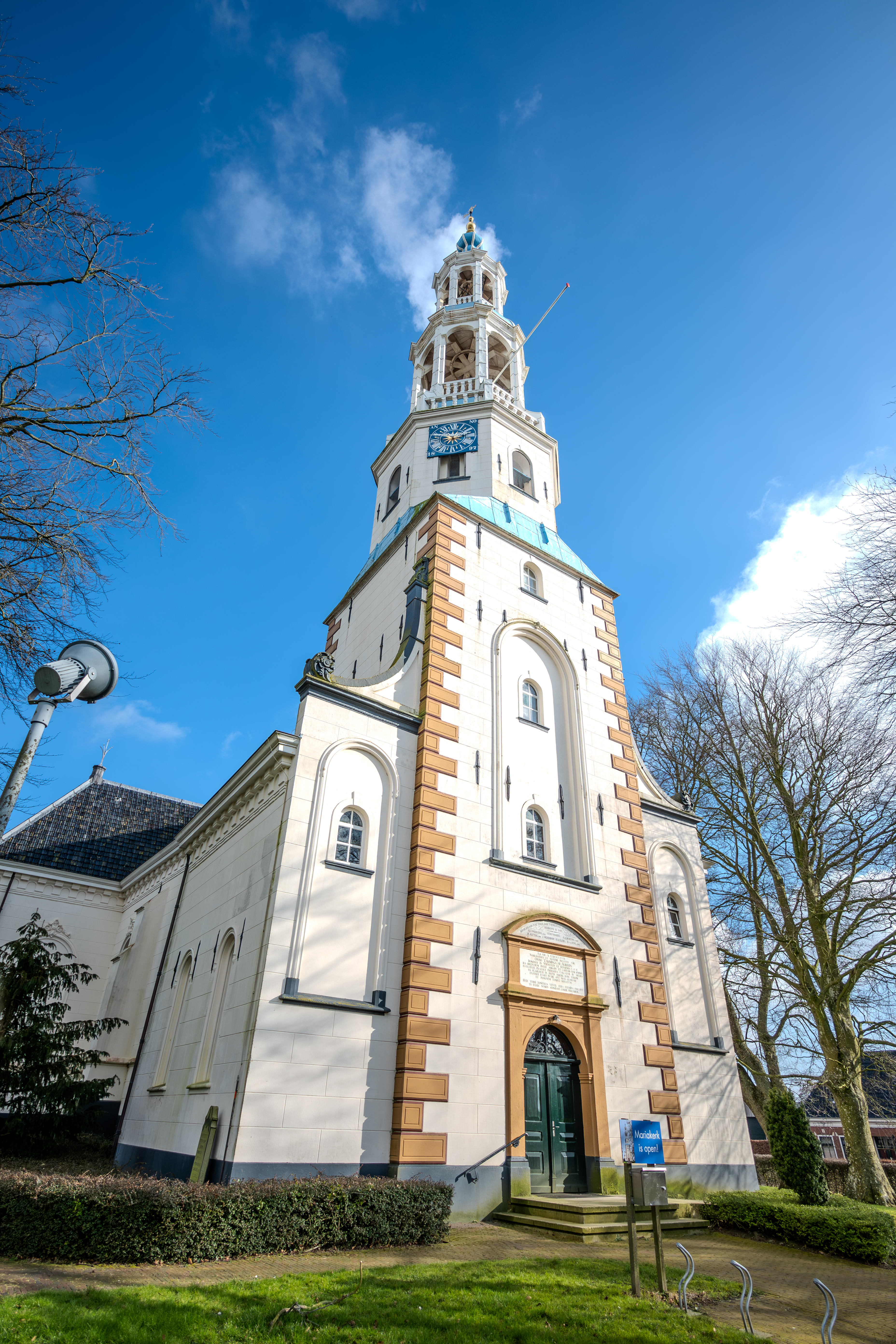
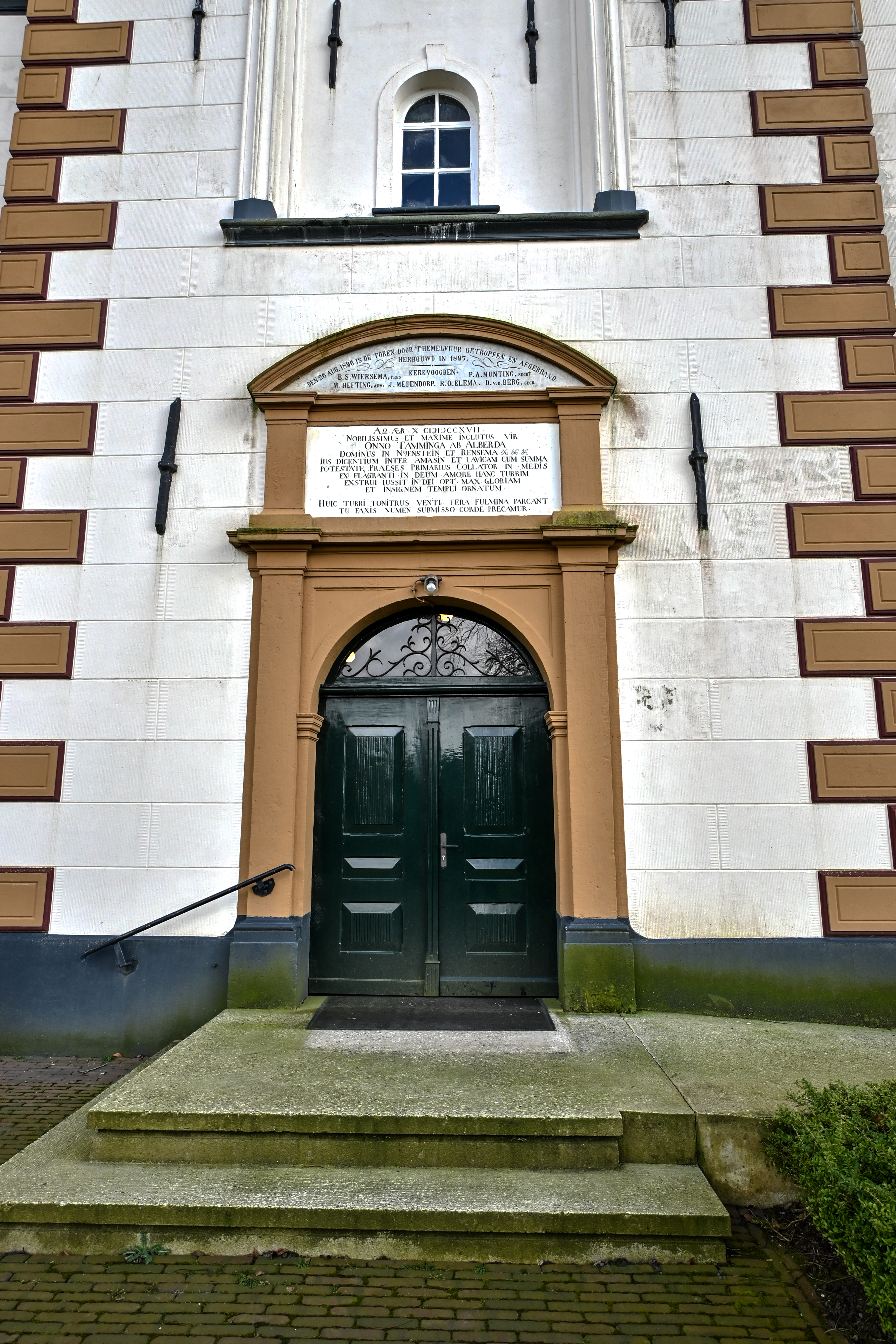
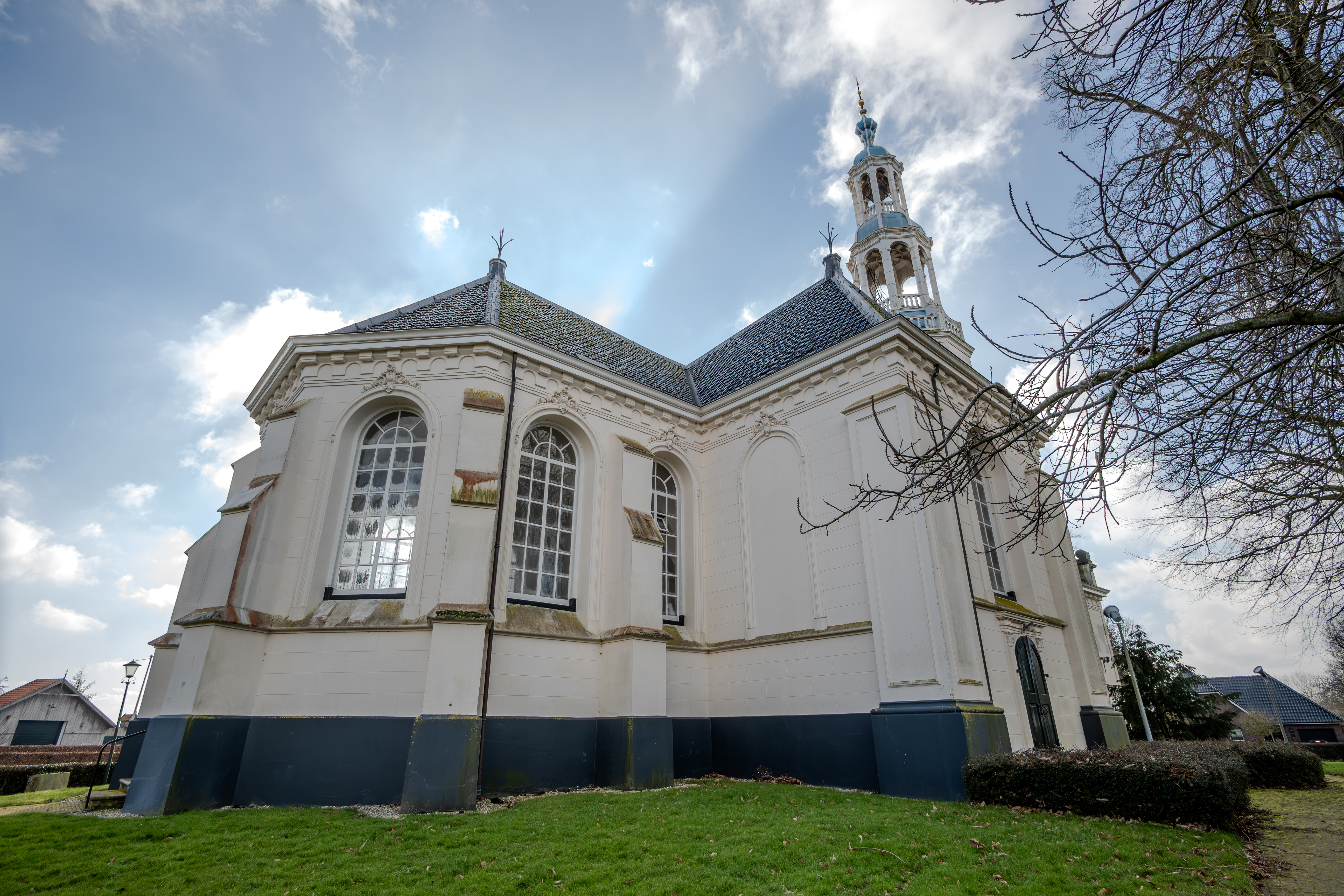
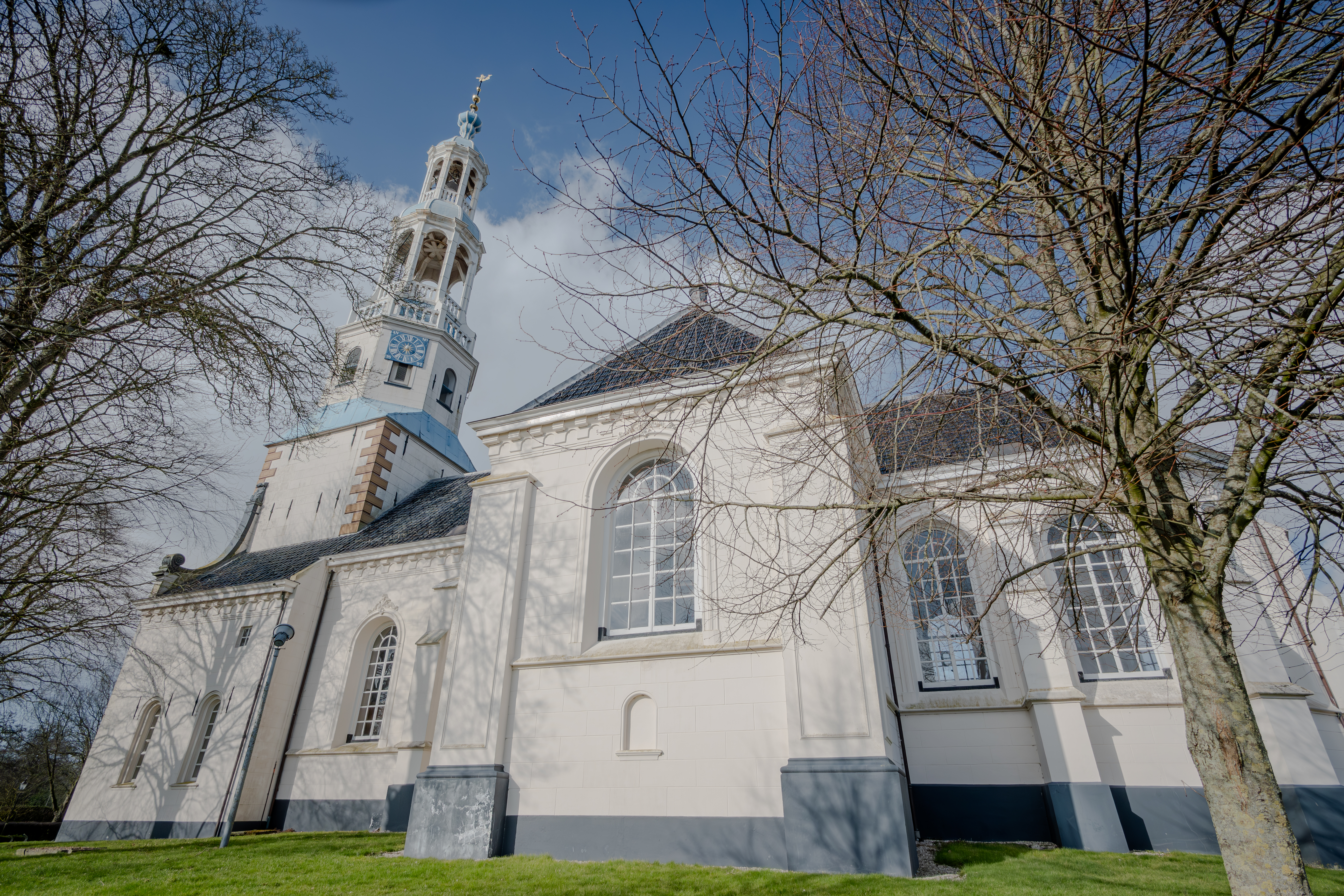